# Yvette (Name)
Yvette ist ein weiblicher Vorname.

## Bekannte Namensträgerinnen
- Yvette Baker (* 1968), britische Orientierungsläuferin
- Yvette Bonnay (1957–2022), französische Kostümbildnerin
- Yvette Broch (* 1990), niederländische Handballspielerin
- Yvette Nicole Brown (* 1971), US-amerikanische Schauspielerin
- Yvette Cauchois (1908–1999), französische Physikerin auf dem Gebiet der Chemischen Physik
- Yvette Centeno (* 1940), portugiesische Schriftstellerin und Germanistin
- Yvette Clarke (* 1964), US-amerikanische Politikerin der Demokratischen Partei
- Yvette Cooper (* 1969), britische Politikerin
- Yvette Dankou (* 1969), deutsche Schauspielerin und Moderatorin
- Yvette Estermann (* 1967), Schweizer Politikerin (SVP)
- Yvette Fontaine (* 1946), belgische Automobilrennfahrerin
- Yvette Grice (* 1980), britische Triathletin und Ironman-Siegerin (2010)
- Yvette Guilbert (1865–1944), französische Sängerin (Sopran) und Schauspielerin
- Yvette Herrell (* 1964), US-amerikanische Politikerin
- Yvette Horner (1922–2018), französische Akkordeonistin
- Yvette Jaggi (* 1941), Schweizer Politikerin (SP)
- Yvette Kolb (* 1942), Schweizer Schauspielerin, Schriftstellerin und ehemalige Balletttänzerin
- Yvette Kosmann-Schwarzbach (* 1941), französische Mathematikerin
- Yvette Labrousse (1906–2000), Ehefrau von Aga Khan III., dem geistlichen Führer der Ismailiten
- Yvette Lebon (1910–2014), französische Schauspielerin
- Yvette Lévy (* 1926), französische Überlebende des Holocaust
- Yvette Lewis (* 1985), US-amerikanische Dreispringerin und Hürdenläuferin
- Yvette Lundy (1916–2019), französische Widerstandskämpferin gegen den Nationalsozialismus in der Résistance
- Yvette Mimieux (1942–2022), US-amerikanische Schauspielerin
- Yvette Monreal (* 1992), US-amerikanische Schauspielerin
- Yvette Pierpaoli (1938–1999), französische Flüchtlingshelferin
- Yvette Rosser (* 1952), US-amerikanische Autorin und Wissenschaftlerin, die dem Hinduismus anhängt und diese Lehre im Westen zu verbreiten versucht
- Yvette Roudy (* 1929), französische Politikerin der Parti socialiste (PS)
- Yvette Sánchez (* 1957), Schweizer Hispanistin
- Yvette Vickers (1928–2010?), US-amerikanische Schauspielerin, Sängerin und ehemaliges Playmate
- Yvette Williams (1929–2019), neuseeländische Leichtathletin
- Yvette Wray (* 1958), britische Fünfkämpferin, Hürdenläuferin und Sprinterin
- Yvette Z’Graggen (1920–2012), französischsprachige Schweizer Schriftstellerin und Übersetzerin

## Astronomie
- (1340) Yvette, Asteroid des Hauptgürtels, der nach der Nichte des Entdeckers Louis Boyer benannt ist